# Saccifolium bandeirae
Saccifolium bandeirae är en gentianaväxtart som beskrevs av B. Maguire och J.M. Pires. Saccifolium bandeirae ingår i släktet Saccifolium och familjen gentianaväxter. Inga underarter finns listade i Catalogue of Life.